# 公元前10世紀國家領導人列表
本列表列出公元前10世紀（公元前1000年–公元前901年）各國家的國家元首。

## 非洲
- 埃及第三中間時期
  - 埃及第二十一王朝
    - 法老 – 
      1. 阿蒙涅莫普（英语：Amenemope (pharaoh)）（公元前1001年–公元前992年）
      2. 長者奧索爾孔（英语：Osorkon the Elder）（公元前992年–公元前986年）
      3. 西阿蒙（英语：Siamun）（公元前986年–公元前967年）
      4. 蘇塞尼斯二世（英语：Psusennes II）（公元前967年–公元前943年）

  - 埃及第二十二王朝
    - 法老 – 
      1. 舍顺克一世（公元前943年–公元前922年）
      2. 奧索爾孔一世（英语：Osorkon I）（公元前922年–公元前887年）

- 庫施帝國
  - 君王 – 
    1. 根達克·麥克達 （Kandake Makeda，公元前約1005年–公元前950年）
    2. 亞瑟加馬尼（Aserkamani，公元前約950年–？）

## 亞洲

### 東亞
- 西周
  - 天子 – 
    1. 周康王（公元前約1020年–公元前996年）[1]
    2. 周昭王（公元前約977年/975年–公元前957年）
    3. 周穆王（公元前約977年–公元前922年）
    4. 周共王（公元前約922年–公元前900年）

  - 诸侯 – 
    - 鲁国：

    1. 伯禽，？－前998年
    2. 鲁考公，前997年－前994年
    3. 鲁炀公，前994年－前988年
    4. 鲁幽公，前988年－前974年
    5. 鲁魏公，前974年－前924年
    6. 鲁厉公，前924年－前887年

    - 齐国：齊丁公、齊乙公、齊癸公
    - 宋国：宋公稽、宋丁公、宋湣公
    - 楚国：熊绎、熊艾、熊䵣、熊胜、熊杨
    - 吴国：彊鸠夷、餘橋疑吾、柯盧
    - 衛国：衛康伯、衛考伯、衛嗣伯、衛疌伯
    - 晋国：晋侯燮、晋武侯、晋成侯
    - 燕国：燕侯旨、燕侯舞、燕侯宪、燕侯和
    - 曹国：曹太伯、曹仲君、曹宫伯、曹孝伯
    - 蔡国：蔡仲、蔡伯荒、蔡宫侯、蔡厉侯
    - 陈国：胡公满、陈申公、陈相公、陈孝公、陈慎公
    - 杞国：杞西楼公、杞题公
    - 滕国：命仲、滕侯虎、滕伯文
    - 邾国：邾子非、邾子成、邾子车辅、邾子将新
    - 許国：許德男、許伯封、許孝男
    - 徐国：徐偃王

  - 畿内诸侯 – 
    - 虢国：虢城公、虢季易父、虢宄公、虢幽叔、虢德叔
    - 其他：祭公谋父、吕侯、榮子旅

### 西亞
- 以色列王國 (前期)
  - 君王 –
    1. 大衛王（公元前1000年–公元前962年）
    2. 所羅門（公元前962年–公元前922年）

- 猶大王國
  - 君王（英语：Kings of Judah） –
    1. 羅波安（公元前922年–公元前915年）
    2. 亞比央（公元前915年–公元前913年）
    3. 亞撒（公元前913年–公元前873年）

- 以色列王國 (後期)
  - 君王 –
    1. 耶羅波安一世（公元前922年–公元前901年）
    2. 拿答（公元前901年–公元前900年）

- 泰爾
  - 君王（英语：List of kings of Tyre） –
    1. 阿比巴爾（英语：Abibaal）（公元前993年–公元前981年）
    2. 海勒姆一世（英语：Hiram I）（公元前980年–公元前947年）
    3. 巴力-以沙一世（英语：Baal-Eser I）（公元前946年–公元前930年）
    4. 阿達斯塔特斯（英语：Abdastartus）（公元前929年–公元前921年）
    5. 阿斯塔特斯（英语：Astartus）（公元前920年–公元前901年）

- 亞述帝國
  - 中亞述時期君王 –
    1. 亚述拉比二世（公元前約1013年–公元前972年）
    2. 亚述雷什伊希二世（公元前約972年–公元前967年）
    3. 提格拉特帕拉沙尔二世（公元前約967年–公元前935年）
    4. 亚述-丹二世（公元前約935年–公元前912年）

  - 新亞述時期君王 – 阿达德尼拉里二世（公元前912年–公元前891年）

- 巴比倫第六王朝
  - 君王 –
    1. 埃乌尔玛什·沙金·舒米（公元前約1004年–公元前987年）
    2. 尼努尔塔·库杜瑞·乌苏尔（公元前約987年–公元前985年）
    3. 什瑞克提·舒卡穆纳（公元前約985年）

- 巴比倫第七王朝
  - 君王 – 玛尔·比提·阿普拉·乌苏尔（公元前約985年–公元前979年）

- 巴比倫第八王朝
  - 君王 – 那布·穆金·阿普利（公元前約979年–公元前943年）

- 巴比倫第九王朝
  - 君王 – 
    1. 尼努尔塔-库杜瑞-乌苏尔二世（公元前約943年）
    2. 玛尔·比提·阿海·伊地那（公元前約943–公元前920年）
    3. 沙马什·姆达米克（公元前約920–公元前900年）

- 埃蘭
  - 君王（英语：List of rulers of Elam） – Mar-biti-apla-usur（公元前983年–公元前978年）

## 歐洲
- 雅典
  - 执政官 –
    1. 亞基布斯（公元前1012年–993年）
    2. 色希普斯（公元前993年–952年）
    3. 福巴斯（公元前952年–年）
    4. 麦加克勒斯（公元前922年–892年）

- 斯巴达
  - 亚基亚德王朝（Agiad dynasty）
    - 君王（英语：List of kings of Sparta）
      1. 尤里斯森斯（英语：Eurysthenes）（公元前約930年）
      2. 亚基斯一世（公元前約930年–900年）

  - 尤利龐迪王朝（Eurypontid dynasty）
    - 君王（英语：List of kings of Sparta）
      1. 普羅克爾斯（英语：Procles）（公元前約930年）